# Енергетика Аргентини
Енергетика Аргентини — галузь економіки Аргентини, що охоплює виробництво, споживання, імпорт та експорт енергії.
Аргентина займає третє місце в Латинській Америці за рівнем споживанню енергії на душу населення (поступаючись Венесуелі і Мексиці). Це пояснюється наявністю в країні розвиненого урбанізованого промислового сектора. На 2016 рік 100 % населення в Аргентині мали доступ до електромереж.
Аргентина має в своєму розпорядженні всі види енергетичних ресурсів, за винятком кам'яного вугілля. За розвіданими запасами сланцевого газу Аргентина друга у світі. Видобуток нафти щорічно становить 38,323 млн м³, а природного газу — 48,738 млрд м³.
Електроенергія виробляється головним чином традиційними тепловими електростанціями, які працюють на газі, і гідроелектростанціями. Є також атомні станції, згідно з програмою уряду поступово збільшується частка відновлювальної енергетики. Власне виробництво Аргентини не повністю покриває потреби споживачів, тому країна імпортує електроенергію з сусідніх країн. 2017 року було імпортовано 734 ГВт-год електроенергії.

## Історія

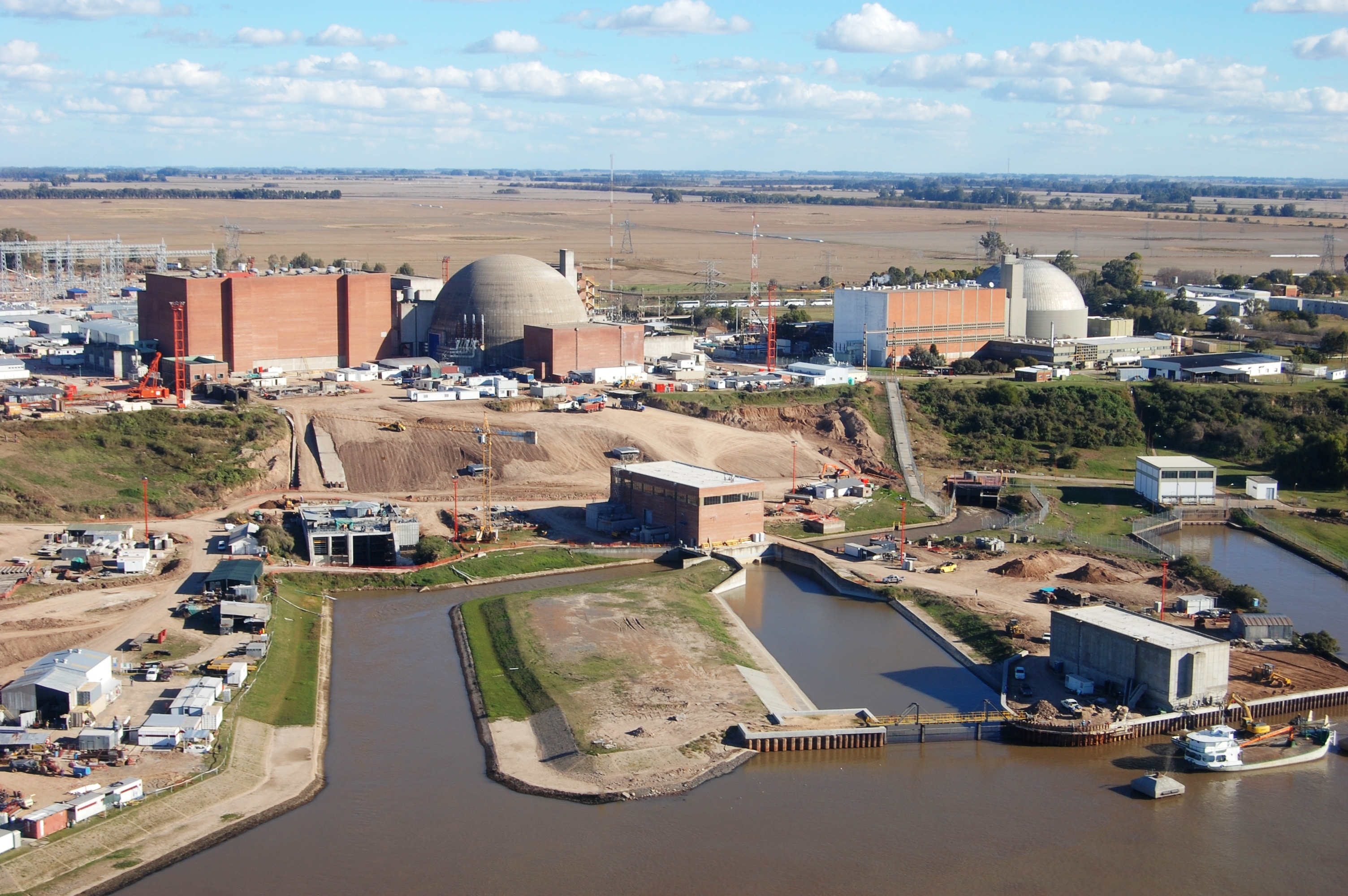
АЕС Atucha, збудована 1974 року

Наприкінці XIX ст. в Аргентині почали використовувати електрику для освітлення готелів, крамниць, фабрик, портів тощо. Здебільшого цим займалися невеликі фірми, але в той же час почали з'являтися перші великі енергетичні компанії. Серед них були:
- Gas and Electric Lighting Co. of Buenos Aires у центральному Куйо, яка керувала потужностями у 1400 кВт і підземною лінією електропередач 2 x 110 В постійного струму
- River Plate Electric Light and Traction Co., яка мала електростанцію у Сан-Хуані потужністю 1100 кВт і підземну лінію електропередач 2 x 220 В змінного струму
- CATE[es] (Compañía Alemana Transatlántica de Electricidad) — німецька компанія, яка 1899 року отримала на виробництво і постачання електроенергії. Мала потужності у 4800 кВт і лінію електропередач 2 x 220 В змінного струму
- Compañía General de Electricidad — французька компанія

На початку ХХ ст. CATE почала поглинати менші фірми і захоплювати все більшу частину ринку. 1905 року вона мала в своєму розпорядженні 25 МВт потужностей. Через два роки вона отримала контракт з Муніципалітетом Буенос-Айреса на постачання електрики для публічних місць, який згодом був поширений і на прилеглі округи провінції Буенос-Айрес. 1910 року CATE відкрила найбільшу на той час у Латинській Америці електростанцію Док Суд потужністю 67 МВт.

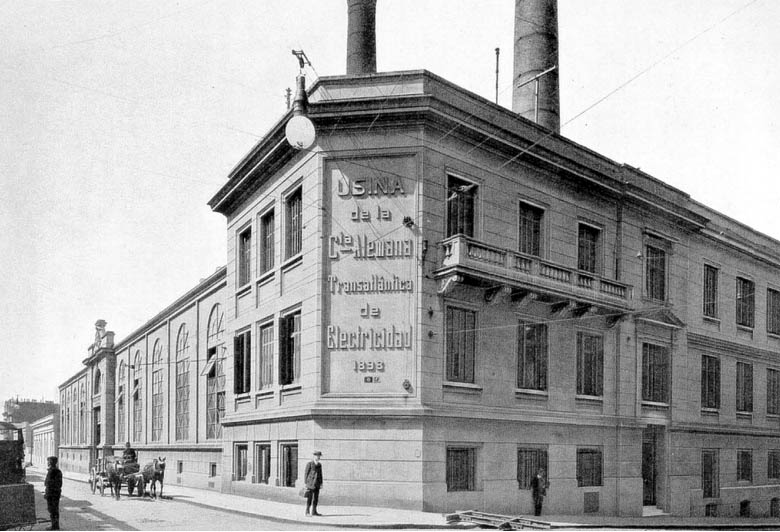
Штаб-квартира CATE (1910)
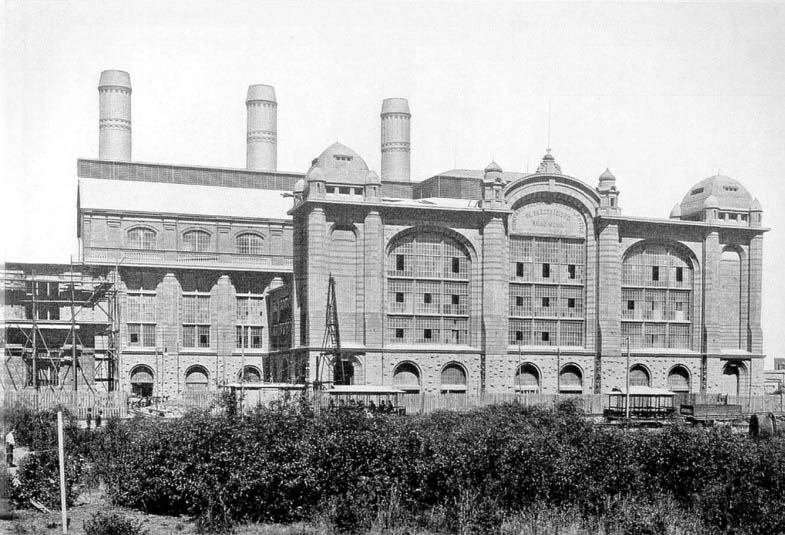
Електростанція Док Суд (1910)
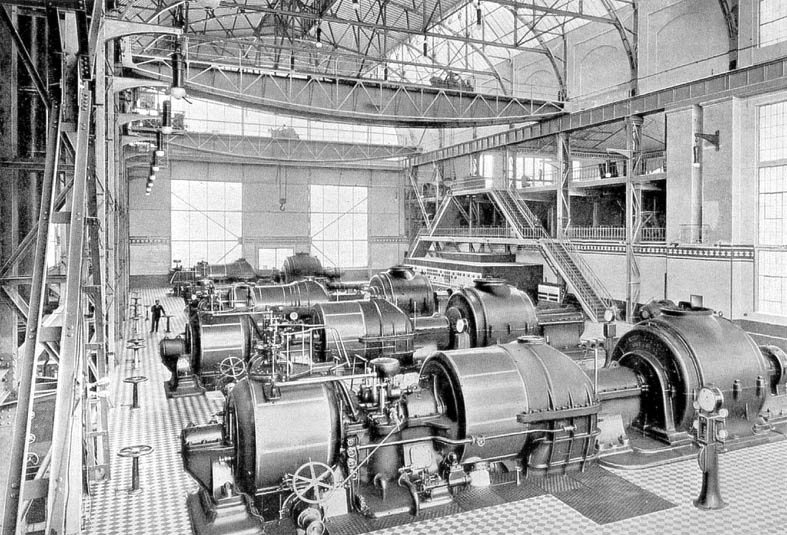
Всередині електростанції Док Суд (1910)

Поразка Німеччини у Першій світовій війні (1914—1918) призвела до глибокої кризи у цій країні і відтак проблем у компанії CATE. 1921 року CATE була продана компанії CHADE із штаб-квартирою в Іспанії, яка працювала також у Чилі й Уругваї.

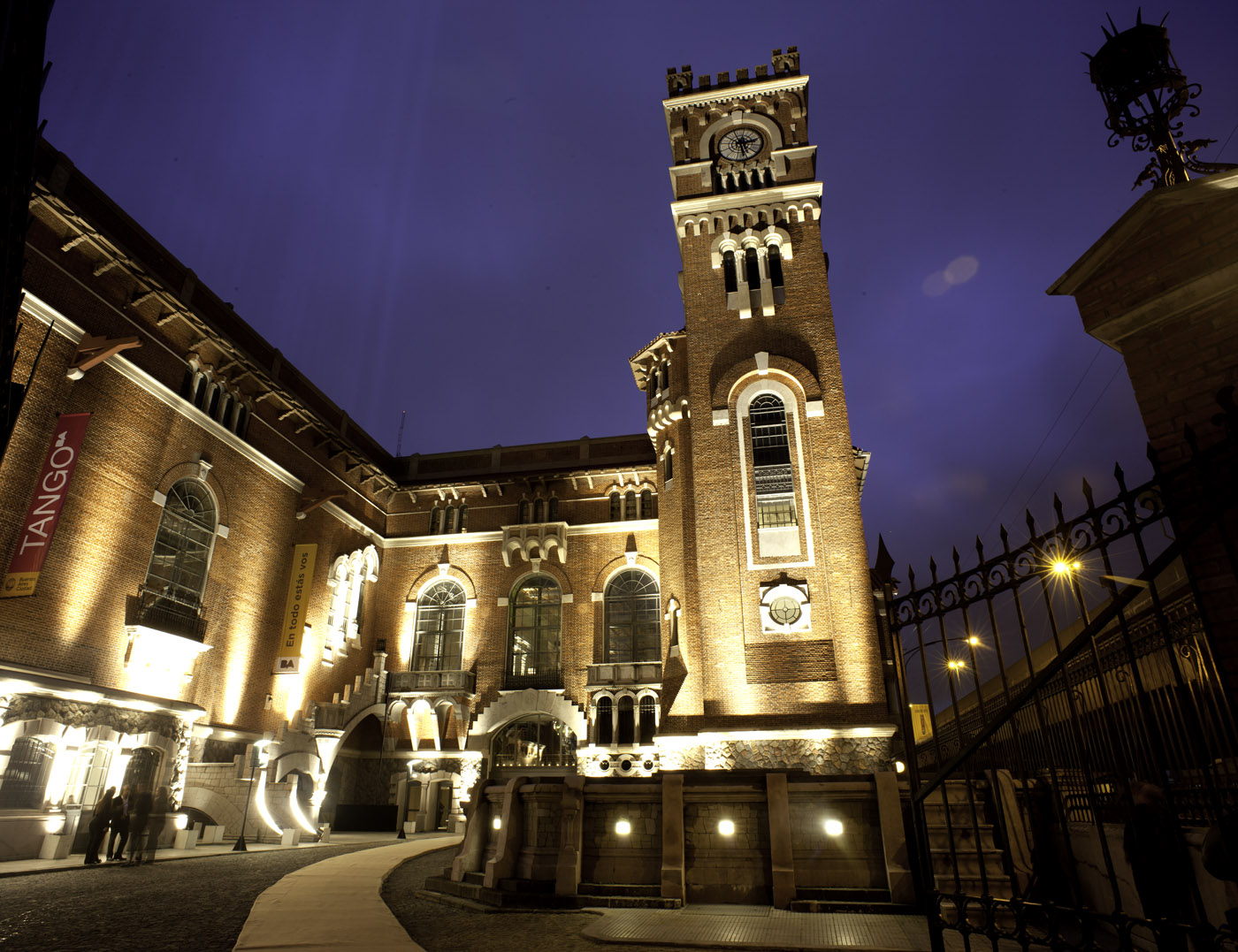
Будівля теплової електростанції, збудованої 1916 року компанією CIAE

У 1920-х роках ринок електроенергії Аргентини був фактично поділений між трьома великими приватними компаніями: іспанською CHADE та італійською CIAE, які оперували у столиці і передмістях, а також американською ANSEC, яка оперувала на решті території країни. Внаслідок корупційних домовленостей з урядом вони отримали концесії на 50 років на постачання електроенергії споживачам, хоча якість їхніх послуг і високі тарифи викликали багато нарікань у населення. Картельна змова між цими компаніями надовго загальмувала електрифікацію сільської місцевості і розвиток промисловості, яка постійно страждала від дефіциту електроенергії, сприяла формуванню залежності Аргентини від іноземних енергоносіїв і передчасного вичерпання власних родовищ, оскільки будувалися лише найпростіші теплоелектростанції. У 1930-х роках концесії енергетичних монополістів декілька разів намагалися переглянути, але безрезультатно. 1936 року внаслідок чергових корупційних домовленостей CHADE-CADE та CIAE отримали продовження контрактів ще на 25 років.
1942 року розгорівся скандал щодо корупції в енергетичній сфері Аргентини, який став однією з причин для перевороту 1943 року. Після перевороту діяльність енергетичних монополістів стала предметом розслідування
За часів президентства Хуана Домінго Перона уряд приділяв велику увагу розвитку електроенергетики. Було збудовано низку важливих ліній електропередач і гідроелектростанцій (встановлена потужність ГЕС зросла з 45 МВт у 1942 році до 350 МВт у 1952), створено Національну комісію з атомної енергії, націоналізовано компанії ANSEC, аргентинські підприємства Standard Oil і Shell, заборонено надавати концесії на електроенергію і газ. Тим не менше, CHADE-CADE та CIAE продовжували працювати і не були націоналізовані.
За правління Арамбуру монополісти CHADE-CADE також продовжували працювати і лише за президентства Фрондісі компанія увійшла до новоствореної Segba, частиною якої також володіла держава. 1961 року всі акції Segba були викуплені державою.
Ще один великий монополіст CIAE продовжував працювати до 1976 року, коли був викуплений державою за 394,5 млн. доларів. Після купівлі виявилося, що ціна була завищеною, оскільки активи компанії безнадійно застаріли.
У 1970-х — 1980-х роках енергетичний сектор Аргентини цілковито знаходився у руках держави, встановлена потужність зростала у середньому на 7,6 % на рік, у розвиток енергетики виділялося 28 млн. доларів США щорічно, але цього виявилося недостатньо для вирішення глибинних проблем галузі. У 1988-1989-х роках сектор опинився у глибокій кризі — через недостатнє обслуговування половина енергогенеруючих потужностей не працювала. Це призвело до постійних багатогодинних відключень електроенергії, що змусило телебачення, банки й інші установи працювати лише 4 години на добу, призвело до обмеження проведення спортивних заходів і будь-яких робіт у темну пору доби, а також введення заборони на декоративну ілюмінацію. Нестача електрики також відбилася на водопостачанні
Проблеми енергетичної галузі планувалося вирішити за рахунок приватизації, яку провели у 1990-х роках, і створення конкурентного ринку електроенергії. Після приватизації на підприємствах, які займалися виробництвом, транспортом і розподілом електроенергії, відбулися масові скорочення персоналу — від 25 % до 45 % штату. Перехід енергетичного сектору до приватних власників привернув велику кількість інвесторів, завдяки чому ціни за 1 МВт·год знизилися з 40 доларів у 1992 до 23 доларів у 2001 році. Однак в масштабне будівництво нових потужностей і особливо ліній електромереж приватні власники неохоче вкладали гроші — до 2003 року не було побудовано жодної електростанції потужністю більше 100 МВт.
2002 року через економічну кризу в країні уряд заморозив тарифи на електрику. Це призвело до того, що багато приватних компаній в енергетичному секторі не отримували достатніх коштів для існування, через що відбувся значний відтік інвестицій. Стан електромереж і електростанцій через брак обслуговування погіршувався, що призвело до нової енергетичної кризи у 2003-2004 роках.
2003 року зі створенням компанії ENARSA держава знову частково націоналізувала ринок електроенергії, а також видобуток нафти і газу.
Лише з прийняттям урядової програми розвитку енергетики ситуація почала змінюватися. У 2003—2015 роках в Аргентині було споруджено 26 електростанцій потужністю понад 100 МВт, завдяки чому їхня загальна встановлена потужність зросла на 51 %. Також було збудовано 5500 км ліній електропередач високої напруги та низку сонячних і вітрових електростанцій. 2015 року було розпочато будівництво газопроводу Gasoducto Noroeste Argentino, який дозволить розширити мережу газопостачання у північно-західних провінціях Аргентини. Було введено податкові пільги для компаній, які видобувають газ з нових родовищ, для привернення інвесторів. Також було розпочато урядову програму, спрямовану на раціональне використання електроенергії, у рамках якої зокрема було заборонено лампи розжарення.

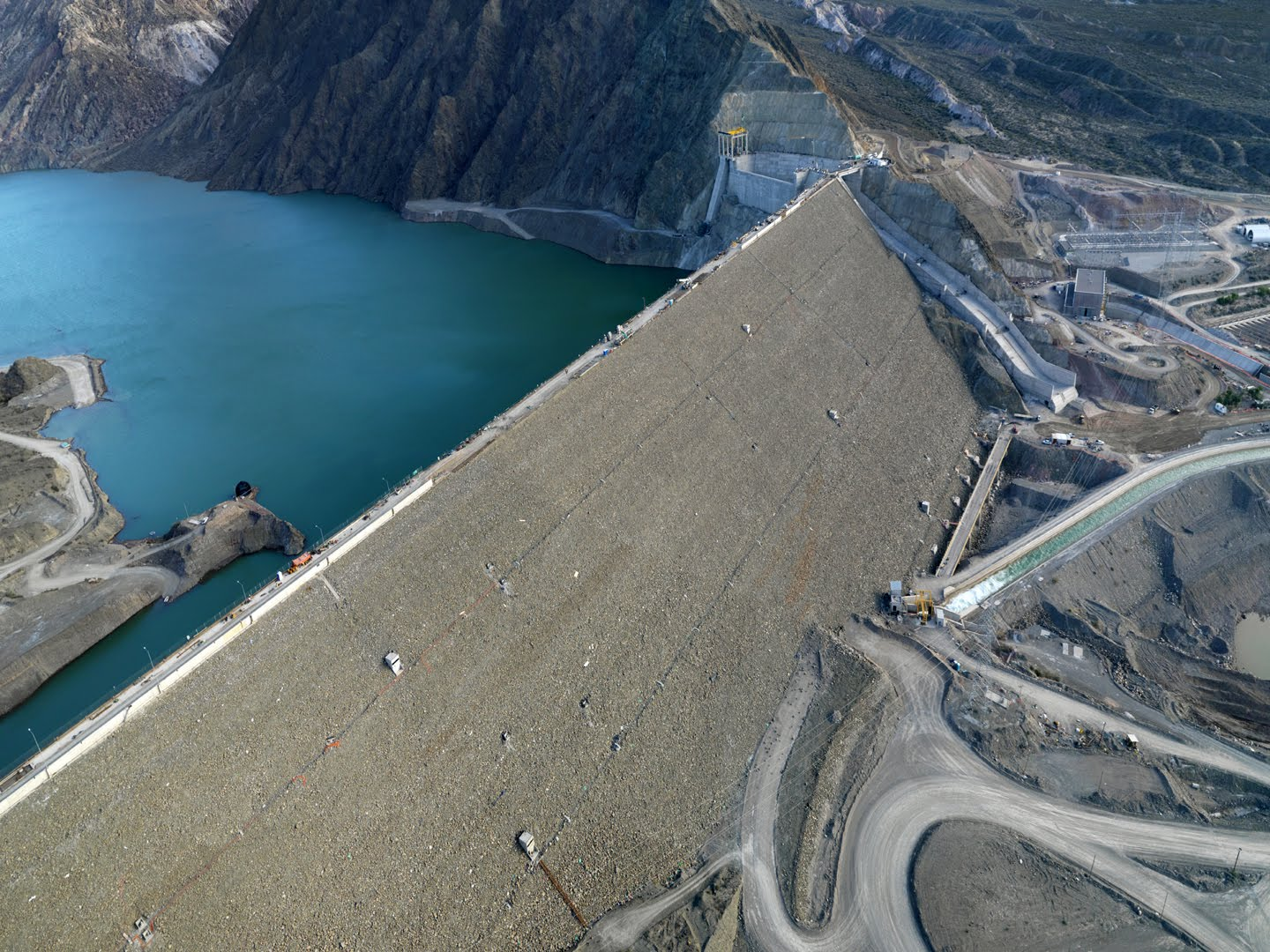
ГЕС Пунта-Негра
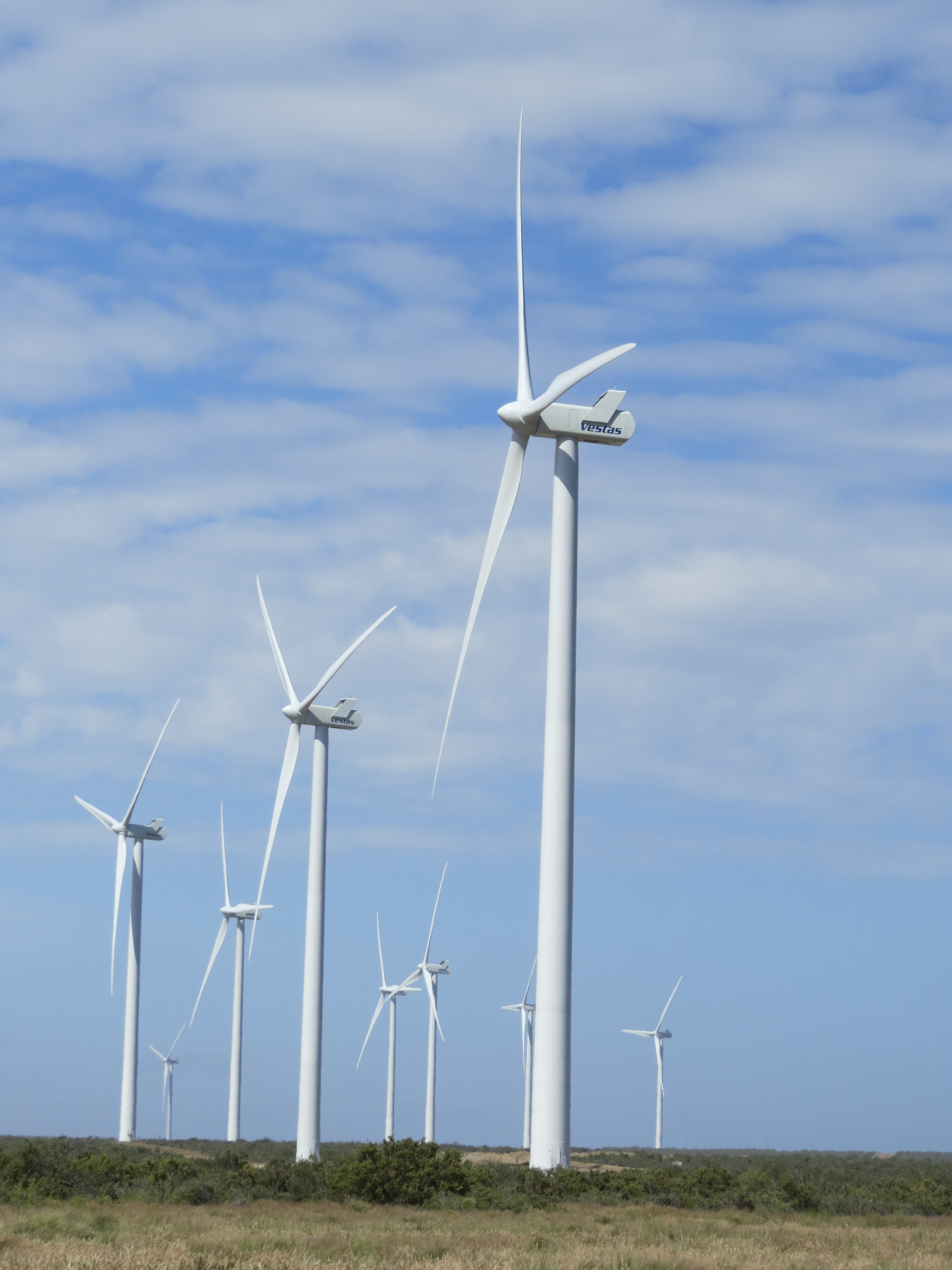
Вітрова електростанція у Росоні
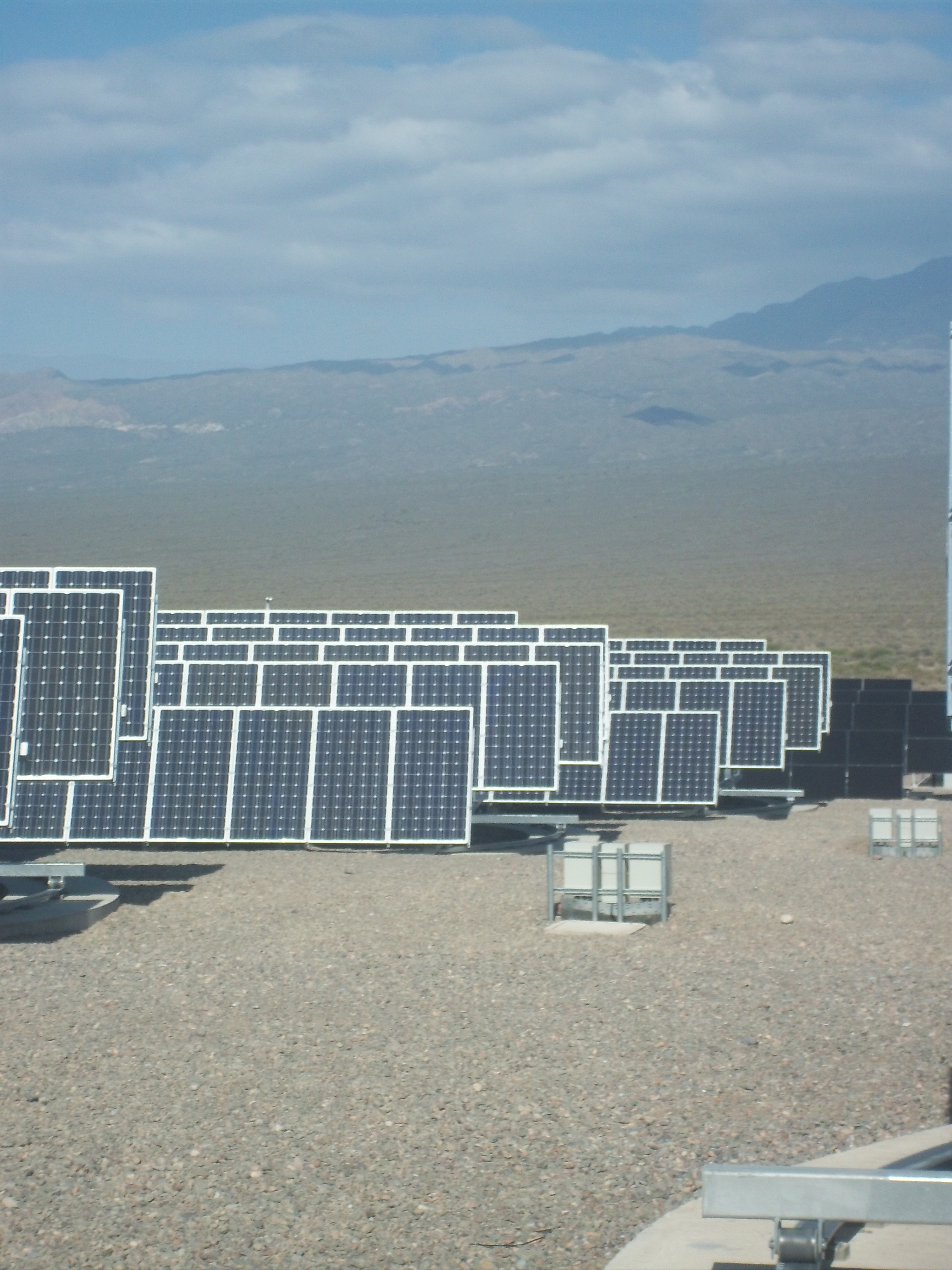
Сонячна електростанція у Сан-Хуані
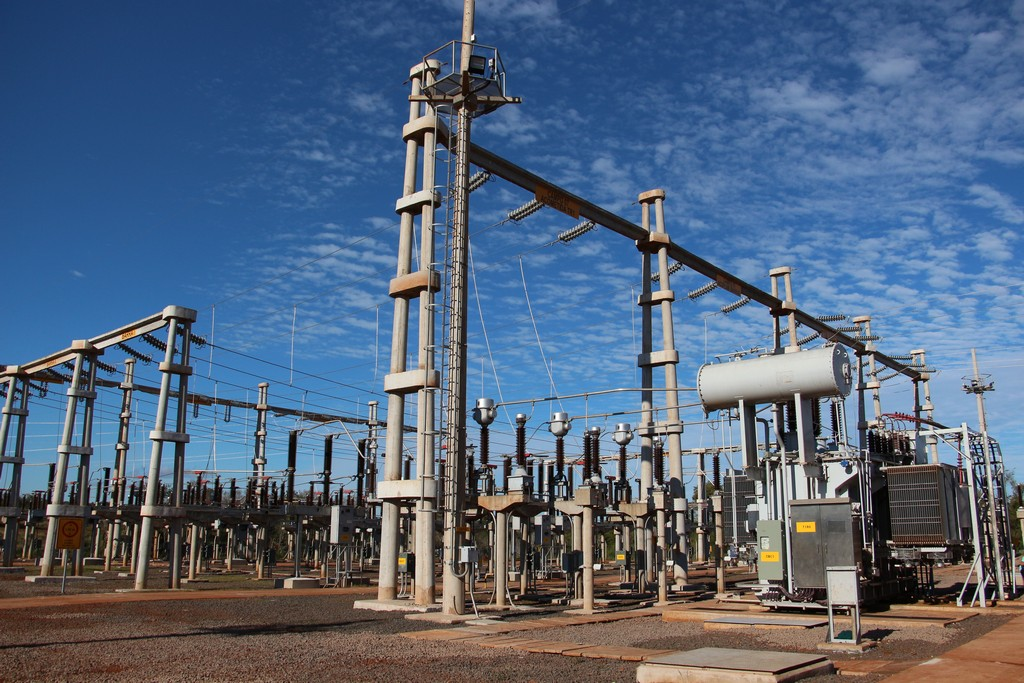
Підстанція у провінції Місьйонес

2008 року після довготривалого мораторію було підвищено тарифи на електрику для населення. 2015 року новий уряд поставив собі за мету довести тарифи до ринкових, через що вони у декілька етапів були підвищені на 1700%, що призвело до масштабних протестів населення.

## Регуляція
Секретаріат енергії (ісп. Secretaría de Energía, SENER) встановлює політики у галузі енергетики. Національний регулятор у галузі електрики (ісп. Ente Nacional Regulador de la Electricidad, ENRE) займається регулюванням і наглядом за сектором на федеральному рівні. ENRE і регулятори на рівні провінцій встановлюють тарифи і здійснюють нагляд за тим, щоб компанії, які займаються передачею і розподілом, виконували норми безпеки, якості, екологічності тощо. Компанія-адміністратор гуртового ринку електрики (ісп. Compañía Administradora del Mercado Mayorista Eléctrico, CAMMESA) управляє гуртовою торгівлею електроенергією, зокрема оперує збутом електроенергії і вираховує ціни на ринку спот у реальному часі. Федеральна рада електричної енергії (ісп. Consejo Federal de la Energía Eléctrica, CFEE), створена 1960 року, консультує уряди національного і провінційного рівнів у справах, що стосуються енергетики, державного і приватного електропостачання, пріоритетів у виконанні нових проектів і досліджень, видачі концесій і дозволів, встановленні тарифів і цін на електрику, змін до законодавства у секторі.
Функції генерування, передачі і розподілу енергії здійснюються приватним сектором економіки. Законодавство Аргентини забезпечує вільний доступ до ринку з метою створення конкурентного середовища.

## Електроенергетика

### Виробництво електроенергії
Аргентина має значні запаси природного газу, який є основним джерелом для виробництва електроенергії у країні, більша частина якого припадає на теплоелектростанції.
| Технологія             | Технологія                    | Встановлена потужність (МВт) | Встановлена потужність (МВт) | Доля (%) | Доля (%) | Генерування електроенергії (ГВт-год) | Генерування електроенергії (ГВт-год) |
| ---------------------- | ----------------------------- | ---------------------------- | ---------------------------- | -------- | -------- | ------------------------------------ | ------------------------------------ |
| ТЕС                    | парогазова установка          | 10 844                       | 24 375                       | 44,7 %   | 65,1 %   | 61 051                               | 88 838                               |
| ТЕС                    | газова турбіна                | 7 200                        | 24 375                       | 8,6 %    | 65,1 %   | 11 740                               | 88 838                               |
| ТЕС                    | парова турбіна                | 4 451                        | 24 375                       | 9,6 %    | 65,1 %   | 13 145                               | 88 838                               |
| ТЕС                    | дизельні                      | 1 879                        | 24 375                       | 2,1 %    | 65,1 %   | 2 893                                | 88 838                               |
| ГЕС                    | ГЕС                           | 10 790                       | 10 790                       | 30,2 %   | 30,2 %   | 41 280                               | 41 280                               |
| АЕС                    | АЕС                           | 1 755                        | 1 755                        | 4,2 %    | 4,2 %    | 5 716                                | 5 716                                |
| з відновлюваних джерел | сонячні                       | 9                            | 855                          | 0,01 %   | 2 %      | 16                                   | 2 635                                |
| з відновлюваних джерел | вітряні                       | 327                          | 855                          | 0,44 %   | 2 %      | 616                                  | 2 635                                |
| з відновлюваних джерел | ГЕС (потужністю менше 50 МВт) | 498                          | 855                          | 1,22 %   | 2 %      | 1 696                                | 2 635                                |
| з відновлюваних джерел | біогаз і біомаса              | 22                           | 855                          | 0,22 %   | 2 %      | 307                                  | 2 635                                |
| Разом                  | Разом                         | 37 775                       | 37 775                       | 100 %    | 100 %    | 138 469                              | 138 469                              |

### Динаміка розвитку
З 1991 року попит на електроенергію в Аргентині щороку зростав з невеликим періодом падіння лише під час кризи 2001 року. Попит задовольнявся за рахунок будівництва нових електростанцій та імпорту з сусідніх країн. 2017 року спостерігалося незначне падіння попиту і відповідно виробництва електрики завдяки значному зростанню цін на енергоносії.

### Імпорт та експорт
| Країна   | Імпорт (ГВт-год) | Експорт (ГВт-год) |
| -------- | ---------------- | ----------------- |
| Бразилія | 153,6            | 69,1              |
| Парагвай | 70,4             | 0                 |
| Уругвай  | 473,97           | 0                 |
| Чилі     | 35,9             | 0,1               |
| Разом    | 733,9            | 69,2              |

### Електромережі
Загальна довжина електромереж Аргентини на 2017 рік складає 19 713 км, зокрема:
- ліній напругою 500 кВ — 14194,76 км
- ліній напругою 330 кВ — 1116,32 км
- ліній напругою 220 кВ — 1112,42 км
- ліній напругою 132 кВ — 17062,95 км
- ліній напругою 66 кВ — 397,94 км
- ліній напругою 33 кВ — 23,6 км

### Споживачі
Значна частина споживання електроенергії в Аргентині припадає на побутові потреби мешканців і впродовж довгого часу його обсяги щороку зростали. З приходом до влади Маурісіо Макрі і стрімким підвищенням тарифів на електрику зростання попиту припинилося.
| Тип споживача       | Попит (ГВт-год) |
| ------------------- | --------------- |
| Побутові споживачі  | 55,889          |
| Проміжне споживання | 38,291          |
| Великі споживачі    | 38,255          |
| Загалом             | 132,436         |

## Паливо

### Споживання палива
| Вид                       | Споживання | Доля   |
| ------------------------- | ---------- | ------ |
| природний газ (тис. м³)   | 17 119     | 83,6 % |
| мазут (тис. т)            | 1 286      | 7,3 %  |
| дизельне паливо (тис. м³) | 1 397      | 6,98 % |
| вугілля (тис. т)          | 654        | 2,05 % |
| біодизель (тис. т)        | 0          | 0 %    |